# Тропман, Жан Батист
Жан Батист Тропман (5 октября 1849, Брёнстат — 19 января 1870, Париж) — французский рабочий-механик, обвинённый в жестоком убийстве семьи из нескольких человек и казнённый.

## Биография

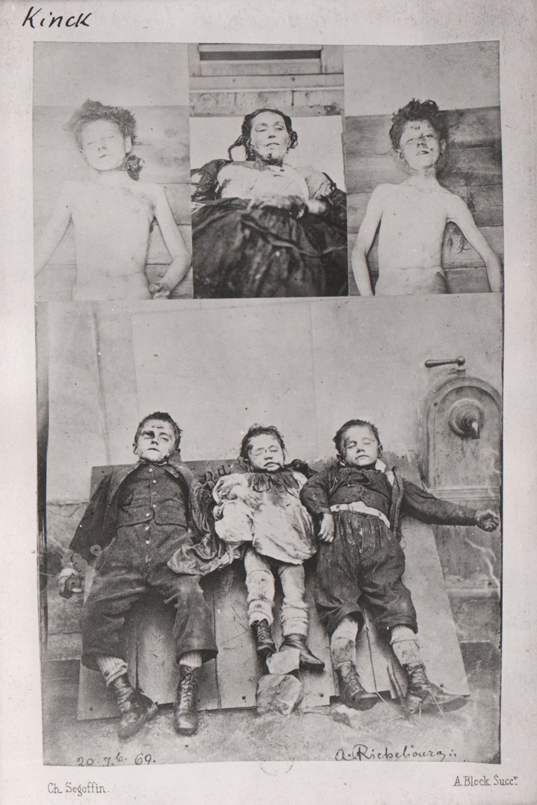
Тела Гортензии Кинк и пятерых её детей

Родился в Эльзасе. Работал механиком.
В 1869 году вступил в сговор с неким Жаном Кинком, собираясь вместе с ним печатать фальшивые деньги. Поехав с Жаном Кинком и его старшим сыном Гюставом в Эльзас, чтобы осмотреть участок для типографии, Тропман отравил Кинка синильной кислотой, подмешанной в вино, и взял в заложники его сына. Затем он телеграфировал жене Кинка (Гортензии Кинк) просьбу прислать денег. Госпожа Кинк, решив, что Тропман действует по просьбе её мужа, отправила тому чек, однако обналичить его Тропману не удалось. Он назначил встречу с женой, поняв, что Гюстав ему больше не нужен, убил мальчика и разрубил его на куски.
Встретившись 19 сентября 1869 года с Гортензией Кинк, Тропман получил от неё деньги и после этого убил её, её нерождённого ребёнка, а также ещё пятерых оставшихся малолетних детей Кинков, нанеся своим жертвам более 100 ран. Уже на следующий день тела Гортензии и её детей случайно обнаружил рабочий. Тела Жана и Гюстава Кинков были откопаны позже.
Сам Тропман, которому в момент убийства было 20 лет, вину не признал. Тропман утверждал, что он действительно привёл семейство Кинков на место бойни, но что госпожу Кинк и её детей убивали его сообщники, которых он выдать не может и не хочет. Сам же он якобы пытался защитить одного из детей, что даже привело к ранению его руки.
За совершение 8 убийств Жан Батист Тропман был приговорён к смертной казни уже 30 декабря 1869 года. Казнён на гильотине 19 января 1870 года в Париже. На казни Тропмана присутствовал писатель И. С. Тургенев, который описал её обстоятельства в своей статье.

## Культурное влияние
Дело и личность Тропмана, его казнь многократно упоминаются в художественной, публицистической и научной литературе, а также в переписке и дневниковых записях писателей:
- Роллина М. Неврозы. Книга стихотворений (1869).
- Герцен А. И. Письмо И. С. Тургеневу (1869).
- Достоевский Ф. М. Припадки (1869). // Полное собрание сочинений Ф. М. Достоевского в тридцати томах. Т. 27. — Л.: Наука, 1984. С. 100.
- Тургенев И. С. Казнь Тропмана (1870).
- Достоевский Ф. М. Письмо H. H. Страхову (1870). // Собрание сочинений Ф. М. Достоевского в пятнадцати томах. Т. 15. — СПб.: Наука, 1996. С. 462—463.
- Достоевский Ф. М. Бесы (1871—1872). В романе Достоевский пародирует «Казнь Тропмана» Тургенева[4].
- Достоевский Ф. М. Дневник (1873). // Полное собрание сочинений Ф. М. Достоевского в тридцати томах. Т. 21. — Л.: Наука, 1980. С. 295.
- Бакунин М. А. Бог и государство (1882)
- Кропоткин П. А. В русских и французских тюрьмах (1906).
- Никольский Ю. А. Тургенев и Достоевский. София, 1921.
- Долинин А. С. Тургенев в «Бесах» // Ф. М. Достоевский. Статьи и материалы / Под ред. A. С. Долинина. Сб. 2. Л.; М., 1924. С. 119—136.
- Кортасар Х. Игра в классики (1963).
- Брумфилд У. К.. Приглашение на казнь: Тургенев и Тропман. // Знание. Понимание. Умение. — 2015. — № 1. — С. 244—254. — DOI: 10.17805/zpu.2015.1.23.